# Ratchet & Clank (película)
Ratchet & Clank es una película en 3D animada por ordenador de acción-aventura y comedia estrenada el 29 de abril de 2016, basada en la serie de videojuegos de plataforma Ratchet & Clank por Insomniac Games. Es hecha por Rainmaker Entertainment y Blockade Entertainment. La desarrolladora de la serie, Insomniac Games, tuvo un papel en la producción de la película, guion, desarrollo de personajes, y consultoría de animación. La película es dirigida por Jericca Cleland y Kevin Munroe, y cuenta con una historia original escrita por el escritor original de Insomniac Games, TJ Fixman, así como con el mismo reparto de voces para repetir sus papeles respectivos y la utilización de los activos de los videojuegos en la película. También se conoce que Precision 3D, distribuirá y doblará la película en España.

## Argumento
Por encima del planeta Tenemule en la Galaxia Solana, el presidente Drek (Paul Giamatti) su lugarteniente Víctor Von Ion (Sylvester Stallone) y su ayudante Zed (Andrew Cownden) se encuentran con sus compañeros Blarg a bordo del Deplanetizador, una estación espacial con el poder de destruir planetas enteros. El Blarg dispara el Desplanetizador en Tenemule, destruyéndolo completamente.
En el planeta Veldin, un mecánico joven llamado Ratchet (James Arnold Taylor) se entera de que tres planetas han desaparecido misteriosamente y los Guardianes galácticos están siendo enviados para hacer frente a la situación. Un anciano llega buscando su nave, que Ratchet estaba reparando, y se encuentra y con qué su nave ahora tiene un mag-booster, un dispositivo que hace que la nave sea magnética. Luego de varios problemas, el anciano pide un reembolso, lo cual enfada al jefe y mentor se Ratchet, Grimroth Razz (John Goodman). Más tarde, descubre que el líder de los guardias galácticos, el egocéntrico capitán Qwark (Jim Ward), tiene previsto visitar Veldin, en busca de un nuevo recluta para el equipo. A pesar de que Grim le dice que no lo logrará, Ratchet intenta unirse, solo para ser rechazado por Qwark momentos más tarde.
En una fábrica en el planeta Quartu, Drek y Zed visitan al Dr. Nefarious (Armin Shimerman), un científico loco que quiere ayudar a Drek a destruir a los guardias. Nefarious está construyendo robots de guerra programados para destruir a los guardias. En ese momento, el sistema falla y crea un diminuto robot defectuoso pero inteligente. Después de haber adquirido los planes de Drek de destruir a los guardianes galácticos, este intenta escapar, entonces Drek y Nefarious envían a Victor a capturar al defecto. El defecto logra perder a Victor y sube a una cápsula de escape e intenta viajar a Kerwan para advertir a los guardias, pero nada más ser expulsado Víctor dispara dos misiles y daña la cápsula. En Veldin, Grim consuela a Ratchet, pero este sale afuera a ver el cielo. En ese momento la cápsula con el defecto cae cerca, Ratchet lo rescata y lo lleva al taller, donde lo nombra Clank (David Kaye). Ratchet se ofrece para llevar a Clank a Kerwan y avisar a los guardias, mientras tanto en Kerwan, Qwark y los otros dos guardias, Brax Lectrus (Vincent Tong) y Cora Veralux (Bella Thorne) se encuentran hablando sobre la situación y son emboscados por los robots y de guerra, liderados por Víctor. Ratchet & Clank vuelan a Kerwan, donde utilizan el mag-booster de la nave para atraer a los robots y estrellados contra la nave. El plan funciona, dejando solo a Victor, quien escapa en un taxi de vuelta a Quartu. Ratchet y Clank se convierten en celebridades instantáneas, cosa que pone celoso a Qwark. Bajo la presión de la prensa, Qwark hace Ratchet y Clank guardianes honorarios. En Quartu, Drek, Victor, Zed y Nefarious se reúnen en la oficina de Drek. Drek se queja con Nefarious, diciendo que él le prometió que sus robots destruirían a los guardias, y luego con Víctor, porque no hizo bien su trabajo. Nefarious le propone a Drek atacar a los guardias desde adentro, poniendo a uno en contra de los otros, y finalmente se deciden por Qwark. Ratchet se reúne con Brax y Cora en el campo, mientras que a Clank se le asigna el equipo de soporte de los Vigilantes con Elaris (Rosario Dawson), que es ignorada rutinariamente por Qwark. Ambos estudian los planetas destruidos y descubren que Drek ha estado extrayendo porciones que contienen lugares de interés turístico de cada uno. Intentan avisar a Qwark y Ratchet, pero estos los ignoran y juegan con propulsores. 
Después, los Guardianes se infiltran en la fábrica de Quartu. Son emboscados y el grupo se separa. Ratchet, Clank y Cora descubren que el Blarg están planeando construir un planeta de reemplazo a partir de fragmentos de los otros mundos, ya que su planeta Quartu había sido contaminado más allá de la superficie morada. Qwark encuentra a Drek, intenta arrestarlo pero es detenido por Víctor, entonces escucha a Drek. Este le ofrece ayudar a impulsar su imagen a pesar de la popularidad de Ratchet, con tal de que él lo ayude. Qwark acepta siempre y cuando atacar a los guardias, Drek acepta no hacerles daño. Luego, Drek, Victor, Nefarious y el resto de Blargs escapan en una cápsula hacia el Desplanetizador. Antes de irse, Drek abandona intencionalmente a Zed, quien es capturado por los guardias. Zed les dice que el siguiente planeta es el natal de Cora, Novalis, hogar de millones de personas. En la nave Phoenix, los guardias se preparan para entrar en el Desplanetizador, mientras que Novalis está siendo evacuado. Qwark, bajo órdenes de Drek, desactiva las armas de los Guardianes. Ratchet se las arregla para abordar con éxito la estación. Mientras tanto, Clank y Elaris escuchan un ruido, y Clank va a investigar solo para encontrarse con Victor, que ha abordado la Phoenix para destruir a Clank. Cora y Brax buscan a Qwark, pero ha desaparecido, mientras que Ratchet intenta desactivar el Desplanetizador. En la Phoenix, Elaris intenta enfrentarse a Victor, pero es derrotada y Clank descubre que no es resistente al agua, por lo que se dirige hacia la sala de armas y toma una que crea tormentas. Víctor lo ignora y le dice que solo es un defecto, Clank responde que puede que sí, pero que es resistente al agua. Comienza a llover y Víctor intenta destruir a Clank, pero se oxida y lo maldice una última vez antes de desactivarse. Zed, quien se encontraba preso en la nave, llama la atención de Clank y le pregunta si puede cambiar de bando. Ratchet está a punto de desactivar la estación pero es descubierto y capturado por Drek, quien le cuenta que él vivió toda su vida en un planeta oscuro. Durante el camino, Ratchet descubre a Qwark, enterándose de que los ha traicionado. Drek lanza a Ratchet en una cápsula para que él y los Guardianes solo puedan ver como se destruye Novalis. Qwark queda horrorizado por lo sucedido.
Más tarde, luego del funeral de Víctor, Drek ordena que lleven a Nueva Quartu al lado del Desplanetizador, entonces un portal aparece y de él sale Nueva Quartu, hecha con los trozos de los planetas destruidos. Ratchet vuelve a Veldin con Grim, plagado de culpabilidad. Clank y los Guardianes lo encuentran y le dicen que sin Qwark, necesitan a otro guardián para volver. Con Novalis destruido, el siguiente y último destino del Deplanetizador es Umbris, un planeta deshabitado pero que tiene un núcleo inestable que aniquilaría a los otros planetas en el sistema solar entero si se destruye. Zed, quien ahora trabaja con los guardias, les dice que el plan no es de Drek, si no de Nefarious, a quien los guardianes creían muerto. Elaris propone cambiar el Desplanetizador de dirección, usando los mag-boosters. En el Desplanetizador, Qwark ve a Drek y, para su sorpresa, a Nefarious, quien supuestamente había muerto en un intento de fuga de una prisión. Nefarious le dice que la gente dice cualquier cosa a un buen precio, refiriéndose a Qwark. Drek exilia a Qwark diciéndole que Nefarious es de confianza, este hace caso y se va. En ese momento, Nefarious saca el ovejeitor, un dispositivo capas de convertir a la gente en oveja, y le dispara a Drek, para luego enviarlo a Nueva Quartu en una cápsula. Nefarious toma el control del Desplanetizador y lo direcciona hacia Umbris. Los guardias llegan al Desplanetizador, que ha sido evacuado por los blarg, dejando solos a Nefarious y Qwark. Ratchet y Clank abordan el Desplanetizador y luego de una breve pelea, Qwark se da cuenta de su error y se disculpa con Ratchet y Clank por su traición. Se enfrentan al Dr. Nefarious, que revela que una vez fue un Guardián galáctico antes de irse debido a los malos tratos de Qwark. El Dr. Nefarious activa con éxito el Desplanetizador, pero los guardias usan el mag-booster y lo cambian de dirección desviándolo de Umbris. En Nueva Quartu, Drek vuelve a su forma normal maldiciendo a Nefarious y ve el rayo del Desplanetizador cayendo en Nueva Quartu, destruyendo el planeta y matando a Drek. Nefarious intenta acabar con Qwark, pero Ratchet lo golpea y cae al núcleo del Desplanetizador, presumiblemente matándolo. Ratchet, Clank y Qwark usan el sedway de Drek para escapar hacia la Phoenix antes de que el Desplanetizador se estrelle en Umbris. 
Habiendo frustrado a Drek y el Dr. Nefarious, los otros Guardianes regresan a una bienvenida de héroe en Kerwan, con Qwark descaradamente tratando de promover su autobiografía disculpándose por su traición. Ratchet y Clank se reúnen en Veldin, con Ratchet prometiendo que se volverá a unir a los Guardias cuando se le necesite.
En una escena a mediados de los créditos, los robots de Drek revisan los restos del Desplanetizador y confunden los restos de Nefarious con piezas robóticas, e ignorando las quejas de éste, lo devuelven a la vida como un robot.
En la escena postcréditos, el fontanero aparece y regaña a la audiencia que todavía no han salido de la película.

## Reparto
- James Arnold Taylor como Ratchet, un joven lombax mecánico y uno de los protagonistas principales.
- David Kaye como Clank, robot ayudante de Ratchet y uno de los protagonistas principales.
- Jim Ward como el Capitán Qwark, el egocéntrico líder de los guardias galácticos.
- Paul Giamatti como Presidente Drek, el líder Blarg y el antagonista principal.
- Andrew Cownden como Zed, robot ayudante de Drek.
- John Goodman como Grimroth, mentor mecánico de Ratchet.
- Bella Thorne como Cora, una Guardiana Galáctica.
- Vincent Tong como Brax, otro de los guardianes galácticos
- Rosario Dawson como Elaris, miembro del equipo de apoyo de los galácticos Rangers.
- Sylvester Stallone como Victor Von Ion, teniente villano del Presidente Drek y antagonista terciario.
- Armin Shimerman como el Doctor Nefarious[5] el némesis de Qwark y el antagonista secundario (principal al final).

## Producción
La película fue producida en Vancouver estudio de Rainmaker Entertainment en Canadá, y su productor ejecutivo es Michael Hefferon, presidente de Rainmaker Entertainment.

## Lanzamiento
Cuando la película fue anunciada en abril de 2013, se propuso como fecha para su lanzamiento la primavera de 2015. Sin embargo, debido a los retrasos, se retrasó su producción, por lo que su lanzamiento tuvo que retrasarse al año siguiente, retrasando consigo la fecha de lanzamiento del videojuego un año también.
La película fue estrenada en cines en Estados Unidos y en muchos otros países a través de Gramercy Pictures, una división de Focus Features, el 29 de abril de 2016.[1] Junto a la película, una "re-imaginación" del juego original Ratchet & Clank, desarrollado por Insomniac Games, fue lanzado el 12 de abril de 2016 en América del Norte.

## Acogida

### Taquilla
A 24 de mayo de 2016, Ratchet & Clank ha recaudado $ 8,6 millones en América del Norte y $ 3 millones en otros territorios, para un total mundial de poco menos de $ 11,6 millones. 
En los Estados Unidos y Canadá, el seguimiento de la versión preliminar sugiere que la película recaudó $ 8-10 millones de dólares de 2.891 salas de cine en su primer fin de semana, detrás de Keanu ($ 10-14 millones de proyección) y el Día de las Madres ($ 11 millones de proyección). La película llegó a recaudar solo $ 4,9 millones en su primer fin de semana, terminando por debajo de las expectativas en taquilla. 
Tras la apertura interna, Rainmaker anunció un cargo por deterioro de su inversión $ 10 millones en la película. Al comentar sobre el desempeño de la película, Rainmaker dijo: «Obviamente estamos decepcionados con los resultados de estreno de América del Norte. El enorme éxito de El libro de la selva, y la continua fortaleza de Zootopia, representan una pérdida de una gran parte del mercado familiar. Aunque el apoyo de los fans de Ratchet & Clank ha sido positivo, la participación de la película no fue suficiente para superar el mercado altamente competitivo para el fin de semana de apertura de la película». En su segundo fin de semana, la película recaudó solo $ 1,5 millones (un descenso del 70%), quedando novena en taquilla. La recaudación insuficiente de la película causará que Rainmaker Entertainment pierda aproximadamente $ 7,8 millones de dólares.

### Crítica
Ratchet & Clank ha recibido críticas mixtas. En Rotten Tomatoes la película tiene una calificación de 16% basada en 62 críticas, con una calificación promedio de 4.1/10. El consenso crítico del sitio dice: «Ratchet & Clank puede satisfacer a los espectadores muy jóvenes, pero en comparación con las muchas opciones superiores disponibles para las familias y los entusiastas de la animación, ofrece poco para recomendarla». En Metacritic la película tiene una valoración de 29 de 100, basado en 19 críticos, lo que indica "críticas generalmente desfavorables". El público consultado por CinemaScore dio a la película una calificación promedio de "B" en una escala de A a F. [15]
Bill Zwecker del Chicago Sun-Times dio a la película 2 de 4 estrellas, diciendo: "No dejaba de conseguir un sentido todo lo que hemos estado aquí antes -. Tanto en presentaciones animadas y de acción en vivo". Kyle Smith, del New York Post, dio a la película una de cuatro estrellas, diciendo: «Small fry aprenderá una lección importante sobre tomar una historia reciclada de Ratchet & Clank. Como todo el reciclaje, es basura». IGN le dio a la película un 6/10, diciendo: «Ratchet & Clank no es una mala película por cualquier medio, especialmente en comparación con algunas de las adaptaciones de videojuegos francamente terribles de las últimas dos décadas. Sin embargo, dado el humor, la acción y el sentido de la aventura de los juegos, la película es en última instancia un tribunal competente, poco profunda, decepcionante opinión sobre las aventuras del valiente Lombax y su compañero robot. Mi consejo es que se queden con el estelar juego de PlayStation 4». GameSpot dio a la película una crítica agridulce, diciendo: «Ratchet & Clank nos lanza a través del universo a un ritmo vertiginoso, pero nunca parece llevarnos a ninguna parte. La serie puede haber encontrado el éxito en los videojuegos, pero mientras tanto, simplemente tropieza en película».